# Тученица (река)
Вижте пояснителната страница за други значения на Тученица.
За селото със същото име вижте Тученица.
Тученица, наричана в долното си течение Плевенска бара или само Барата, е река в Северна България, област Ловеч – община Ловеч и Област Плевен – община Плевен, десен приток на река Вит. Дължината ѝ е 35 km.
Река Тученица извира на 1,7 км северно от с. Слатина, община Ловеч, на 359 m н.в. във възвишението Слатински венец. Тече на север, като постепенно завива на северозапад, а след село Тученица на запад и отново на северозапад, като пресича Плевенските височини. Между село Тученица и град Плевен образува красив каньон от карстов произход в който е разположен природен парк „Кайлъка“. На територията на парка в поречието на реката са изградени два язовира, които придават допълнителна красота на района и са предпоставка за развитие на спорт и туризъм. В рамките на Плевен коритото на реката е изцяло коригирано, а водите ѝ са използвани за захранването на ефектната Плевенска водна каскада, притегателно място за разходка и забавление в центъра на града. Влива се отдясно в река Вит при село Опанец на 52 m н.в.
Реката има ясно изразен пролетен (март-юни) максимум и лятно-есенен (юли-октомври) минимум. Подхранването на реката е от дъждовни, снежни и карстови води.
По течението на реката в Община Плевен са разположени град Плевен и селата Тученица и Опанец.
В горното течение водите на Тученица се използват за напояване, като за целта по течението ѝ са изградени два микроязовира – „Тученица" и „Сини вир".

## Топографска карта
- Лист от карта K-35-26. Мащаб: 1 : 100 000.
- Лист от карта K-35-14. Мащаб: 1 : 100 000.